# Cap-de-Ville
Cap-de-Ville es una localidad de Trinidad y Tobago, que forma parte del borough de Punta Fortín y de la región de Siparia.

## Geografía
La localidad abarca parte de la isla Trinidad y limita al norte con el golfo de Paria y Fanny Village, al sur con Chatham y Erin-Buenos Ayres (localidades pertenecientes a la región de Siparia), al este con New Village y Salazar Village (localidad perteneciente a la región de Siparia) y al oeste con Chatham.

## Demografía
Datos demográficos de la localidad de Cap-de-Ville:
| Gráfica de evolución demográfica de Cap-de-Ville entre 2000 y 2011 |
|                                                                    |